# Abderrahman Mahjoub
Abderrahman Mahjoub (arabisch عبد الرحمٰن بلمحجوب, DMG ʿAbd ar-Raḥmān Bi-l-Maḥǧūb; * 25. April 1929 in Casablanca, Marokko; † 31. August 2011 ebenda), auch bekannt als Abderrahmane Belmahjoub, war ein marokkanischer Fußballspieler, der den Großteil seiner Karriere in Frankreich gespielt hat. Später hat er unter anderem die Marokkanische Nationalmannschaft trainiert.

## Vereinskarriere
Der linke Außenläufer begann seine Laufbahn bei der US Marocaine Casablanca und zog, wie etliche Spieler vor und nach ihm (bspw. Mario Zatelli und Just Fontaine), aus dem französisch beherrschten Nordafrika in die französische Profiliga. 1951 sicherte sich der Racing Club Paris die Dienste des „hochgewachsenen, schlanken, katzengewandten“ Spielers, der „mit seiner unvergleichlichen Technik und seinen verwirrenden Dribblings einer der spektakulärsten französischen Fußballer“ aller Zeiten war und „zu einem Ben Barek hätte werden können, hätte er etwas mehr Selbstbewusstsein und Frechheit besessen“. Mahjoub war zudem nicht nur Vorbereiter, sondern selbst torgefährlich. Der Hauptstadtclub kämpfte in dieser Zeit aber gegen den Abstieg, den er 1953 nicht mehr vermeiden konnte.
Abderrahman Mahjoub wechselte daraufhin zu OGC Nizza, wo er gemeinsam mit dem rechten Läufer Cuissard die Stürmer „Justo“ Fontaine, Ujlaki und Nurenberg mit Flanken und Vorlagen fütterte. In der Division 1 langte es zwar nur zum 8. Platz, aber im Pokal kämpfte sich der OGC bis ins Endspiel durch und gewann dies mit 2:1 gegen Olympique Marseille. In dieser Saison 1953/54 wurde Mahjoub auch Nationalspieler (siehe unten).
Dennoch kehrte er im selben Sommer zu Racing Paris zurück – und diesmal blieb er sechs Jahre lang dort. Einen weiteren Landestitel konnte er in dieser Zeit nicht gewinnen, aber der Verein beendete jede Spielzeit auf einem einstelligen Tabellenplatz; 1959 und 1960 war er mit jeweils einem dritten Rang am erfolgreichsten. Ab 1958 (und dann noch einmal 1963/64) spielte Mahjoub dort wieder mit Joseph Ujlaki, seinem ehemaligen Mitspieler bei Nizza, in einem Team. 1960 lockte der Zweitdivisionär SO Montpellier den Marokkaner nach Südfrankreich, und dessen Anteil an Ligameisterschaft und Aufstieg war beträchtlich. Es folgten zwei weitere Saisons im Languedoc, die die Mannschaft 1962 mit einem guten Mittelfeldrang abschloss, 1963 aber nur als Vorletzter. Der Außenläufer wollte nicht erneut in der Division 2 spielen und ging deshalb zum dritten Mal zu Racing Paris. Als der RCP 1964 ebenfalls absteigen musste – wenn auch als Drittletzter erst in den Barrages –, beendete Mahjoub seine Profikarriere in Frankreich und spielte noch vier Jahre für Wydad AC Casablanca.

### Stationen
- bis 1951: Union Sportive Marocaine de Casablanca
- 1951–1953: Racing Club de Paris
- 1953/54: OGC Nizza
- 1954–1960: Racing Club de Paris
- 1960–1963: Stade Olympique Montpelliérain (1960/61 in D2)
- 1963/64: Racing Club de Paris
- 1964–1968: Wydad Athletic Club Casablanca

## Nationalspieler
Von Dezember 1953 bis Oktober 1955 bestritt Abderrahman Mahjoub 7 A-Länderspiele für Frankreich. Sein Debüt beim 8:0 über Luxemburg kam gerade rechtzeitig, sodass er für das 22er-Aufgebot der Bleus bei der Weltmeisterschaftsendrunde 1954 nominiert wurde. In der Schweiz kam er beim Vorrundensieg gegen Mexiko zum Einsatz, der das vorzeitige Ausscheiden der Équipe tricolore aber nicht verhindern konnte. Nach dieser WM überzeugte Mahjoub insbesondere bei Frankreichs Auswärtssiegen gegen Weltmeister Deutschland (1954, 3:1 in Hannover), Spanien (1955, 2:1 in Madrid) und die Schweiz (1955, 2:1 in Basel). Da es ihm gerade in diesem Kreis aber an Leistungskonstanz gebrach, ersetzte ihn der neue Nationaltrainer Albert Batteux bald regelmäßig durch Jean-Jacques Marcel.

## Palmarès als Spieler
- Französischer Meister: Fehlanzeige
- Französischer Pokalsieger: 1954
- 7 A-Länderspiele für Frankreich, davon 3 während seiner Zeit in Nizza und 4 bei Paris; WM-Teilnehmer 1954
- 246 Spiele und 57 Tore in der Division 1, davon 153/32 für Paris, 30/3 für Nizza, 63/22 für Montpellier[5]

## Trainer
Ab 1968 arbeitete Mahjoub in Marokko als Trainer; von 1964 bis 1967 (gemeinsam mit Mohamed Massoun) und erneut 1971 betreute er die dortige Nationalauswahl.
Später eröffnete er ein Restaurant („Rick's Café“) in Casablanca.

## Familiäres
Sein fünf Jahre älterer Bruder Mohamed Mahjoub (* 12. Februar 1924) war von 1947 bis 1953 ebenfalls Profifußballspieler und spielte unter anderem zwei Jahre beim französischen Fußballverein Olympique Marseille.